# جيلبرت لوكاليا
جيلبرت لوكاليا ممثل ومخرج سينمائي كيني. يعمل حاليًا في شركة دريم هاوس للإنتاج الفني في نيروبي لإنتاج المسرحيات والأحداث الموسيقية والمسلسلات التلفزيونية والأفلام لكل من التلفزيون والسينما.

## مسيرته
نشأ لوكاليا في عائلة عسكرية وبدأ حياته المهنية مبكرا كممثل مسرحي في مسرح كينيا الوطني. تدرج بعدها في العديد من المناصب المختلفة في صناعة السينما تارة كمساعد مخرج وتارة أخرى كمنتج فني. فعمل طيلة مسيرته بين التمثيل والإخراج حيث زخرت حصيلته بالعديد من الأفلام الطويلة والمسلسلات التلفزيونية التي مكنته من الحصول على عدة جوائز وطنية من بينها فيلم مهمة الإنقاذ وسلسلة «الصلاة والفريسة (مسلسل)» وغيرها.
في عام 2012، أخرج الفيلم الدولي مارشال فنلندا. والذي حصل على عرضه العالمي الأول خلال مهرجان هلسنكي الدولي للحب والفوضى السينمائي في 28 سبتمبر 2012.
في عام 2014، أخرج فيلم «قوة امرأة» "Strength of A Woman" الذي حصد أربع جوائز خلال حقل توزيع جوائز كلاشا.
في عام 2021، تم اختيار فيلم مهمة الإنقاذ لتقديم كينيا في حفل توزيع جوائز الأوسكار الرابع والتسعون ضمن فئة جائزة الأوسكار لأفضل فيلم أجنبي.

## أعماله

### كمخرج
- 2021 : «مهمة الإنقاذ (فيلم)»
- 2020 : "KAFA COH"
- 2014 - 2016 : «الصلاة والفريسة (مسلسل)»
- 2013 : "Exposure"
- 2012 : «مارشال فنلندا (فيلم)»
- 2011 : "Shattered"
- 2010 : «فتى الروح (فيلم)» - "Soul Boy"

### كممثل
- 2020 : "KAFA COH" : دور شيمانغا
- 2019 : «شوما (فيلم قصير)» : دور القائد بيكو
- 2017 : «بندو (فيلم قصير)» : دور القس وافولا
- 2017 : "Kidnapped" : دور فريد
- 2014 : ستراتا (مسلسل) : دور زيال
- 2012 : «مارشال فنلندا (فيلم)» : دور إليود
- 2010 : «ضائع في إفريقيا (فيلم)» - "Lost in Africa" : دور ضابط شرطة ندامبوكي
- 2010 : «الصف الأول (فيلم)» - "The First Grader" : دور السيد. مطاحي / سياسي
- 2010 : «فتى الروح (فيلم)» - "Soul Boy" : دور حارس البوابة

## جوائز وترشيحات
- 2014 : جائزة أفضل فيلم روائي وأفضل إضاءة وأفضل موسيقى أصلية وأفضل ممثلة عن فيلمه «قوة امرأة» "Strength of A Woman" في حقل توزيع جوائز كلاشا.[8]

## روابط خارجية
جيلبرت لوكاليا في قاعدة بيانات الأفلام على الإنترنت